# منطقة الحكم الذاتي لشمال شرق البوسنة
منقطة الحكم الذاتي لشمال شرق البوسنة (بالسيريلية الصربية: САО/SAO) هي منطقة حكم ذاتي صربية (مقاطعة انفصالية صربية) في جمهورية البوسنة والهرسك اليوغوسلافية. تأسست في سبتمبر 1991، وأعلن عنها الحزب الصربي الديمقراطي في 19 سبتمبر، مع مناطق أخرى (شرق الهرسك، بوسانسكا كرايينا، رومانيا)، وتضمنت 5 أحياء في شمال شرق البوسنة والهرسك الاشتراكية. تواجدت المنطقة بين سبتمبر 1991 و9 يناير 1992، عندما أصبحت جزءًا من جمهورية صرب البوسنة. أعيد تسميتها إلى منقطة الحكم الذاتي سمبريا في نوفمبر 1991 ومنقطة الحكم الذاتي سمبريا ومايفيتشا (САО Семберија и Мајевица) في ديسمبر 1991. لقد تضمنت 3 بلديات (بيه لينا، لوباري، أوغليفك)، والتعداد السكاني 150 ألف نسمة، منهم 56–59% من أصل صربي. عاصمتها كانت بيه لينا.

### استشهادات
1. ↑  غاو 1997، صفحة 34.
2. 1 2 3  توماس وميكولان 2013، صفحة 9.
3. ↑  Vojska (بالبوسنية). Vojnoizdavački i novinski centar. 1993. Archived from the original on 2020-03-14.
4. ↑  National Security and the Future (بالإنجليزية). St. George Association. Vol. 6. 2005. Archived from the original on 2017-02-14.
5. ↑  أرينس 2007، صفحة 577.

### عامة
- غيرت-هينريك أرينس (6 Mar 2007). Diplomacy on the Edge: Containment of Ethnic Conflict and the Minorities Working Group of the Conferences on Yugoslavia (بالإنجليزية). Woodrow Wilson Center Press. pp. 577–. ISBN:978-0-8018-8557-0. Archived from the original on 2023-09-06.
- نايجل توماس; ك. ميكولان (20 Feb 2013). The Yugoslav Wars (2): Bosnia, Kosovo and Macedonia 1992?2001 (بالإنجليزية). Bloomsbury Publishing. pp. 9–. ISBN:978-1-4728-0244-6. Archived from the original on 2023-09-06.
- جيمس غاو (1997). Triumph of the Lack of Will: International Diplomacy and the Yugoslav War (بالإنجليزية). C. Hurst & Co. Publishers. pp. 34–. ISBN:978-1-85065-208-3. Archived from the original on 2023-09-06.

## وصلات خارجية
- الخريطة